# Milan Chovanec
Milan Chovanec (Pilsen, República Checa, 31 de enero de 1970) es un político checo. Se desempeñó como ministro del interior en el gobierno de Bohuslav Sobotka, entre enero de 2014 y diciembre de 2017. Fue presidente del Partido Socialdemócrata Checo entre junio de 2017 y febrero de 2018, y ocupó un puesto en la Cámara de Diputados de la República Checa desde el 26 de octubre de 2013 hasta el 14 de abril de 2019. Anteriormente había sido gobernador de la Región de Pilsen, desde septiembre de 2010 hasta enero de 2014, y entre 2002 y 2010 fue miembro del Ayuntamiento de Pilsen.